# Lady Bar
Pour plus de détails, voir Fiche technique et Distribution.
Lady Bar est un téléfilm français de Xavier Durringer, diffusé en 2007 sur Arte.

## Synopsis
Jean et Polo sont deux bons amis. Jean s'est mis au golf depuis le jour où sa femme, Caroline, s'est trouvé un amant. Polo quant à lui, qui a l'habitude de voyager en Thaïlande, décide de l'y emmener et lui propose de l'accompagner dans un bar à hôtesses de Bangkok. Mais Jean trouve dégradant de payer pour faire l'amour et décide de passer par une agence matrimoniale, sans succès. Polo décide alors de partir pour Pattaya, une station balnéaire où Jean fera la connaissance de Pat, une jeune thaïlandaise.  

## Fiche technique
- Titre original : Lady Bar
- Titre anglais : Up to You
- Réalisation : Xavier Durringer
- Scénario : Xavier Durringer
- Montage : Laurence Bawedin
- Musique : Christophe Gerber
- Société de production : Arte France
- Pays d'origine :  France
- Langue : français
- Format : Couleurs (Technicolor) - 1,85:1 - Son stéréo
- Genre : drame, comédie
- Durée : 96 minutes
- Date de diffusion : 5 octobre 2007 sur Arte

## Distribution
- Éric Savin : Jean
- Bruno López : Polo
- Dao Paratee : Pat
- Bongkoj Khongmalai : Aom
- Jean-Pierre Léonardini : Patrick
- Margot Abascal : La femme française

## Analyse
Le film aborde le tourisme sexuel et plus généralement la situation des farangs en Thaïlande.

## Autour du film
- Le film obtient une très bonne critique et est édité en DVD. Une suite, Lady Bar 2, est diffusée en 2009.
- Dao Paratee, l'actrice dans le rôle de Pat, est décédée dans un accident de voiture le 12 mars 2010 à Bangkok[1],[2], deux ans après le tournage de Lady Bar 2.